# Ligamentum transversum humeri

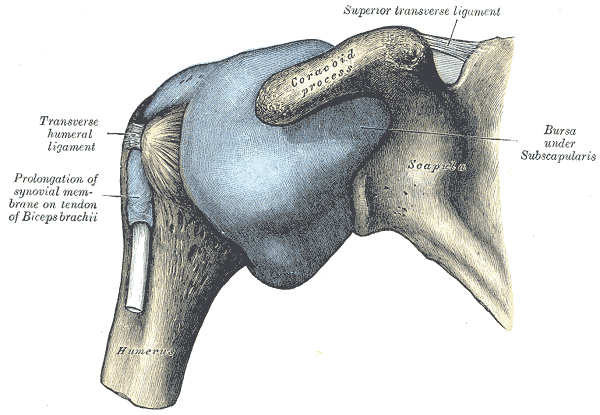
Gelenkkapsel des Schultergelenks: Das Ligamentum transversum humeri ist als transverse humeral ligament (im Bild oben links) bezeichnet.

Das Ligamentum transversum humeri (lat. für ‚Querband des Oberarmknochens‘) ist ein Band im Bereich des Schultergelenks. Es setzt sich aus quer verlaufenden Fasern der Gelenkkapsel und Fasern des Musculus subscapularis zusammen. Das Ligamentum transversum humeri hält die Sehne des Musculus biceps brachii in der Rinne zwischen den beiden Höckern des Oberarmknochens (Sulcus intertubercularis). Das Band ist beim Menschen, aber auch bei Raubtieren ausgebildet. Beim Hund führt dessen Riss zu einer Bizepssehnenluxation.